# Búzafű

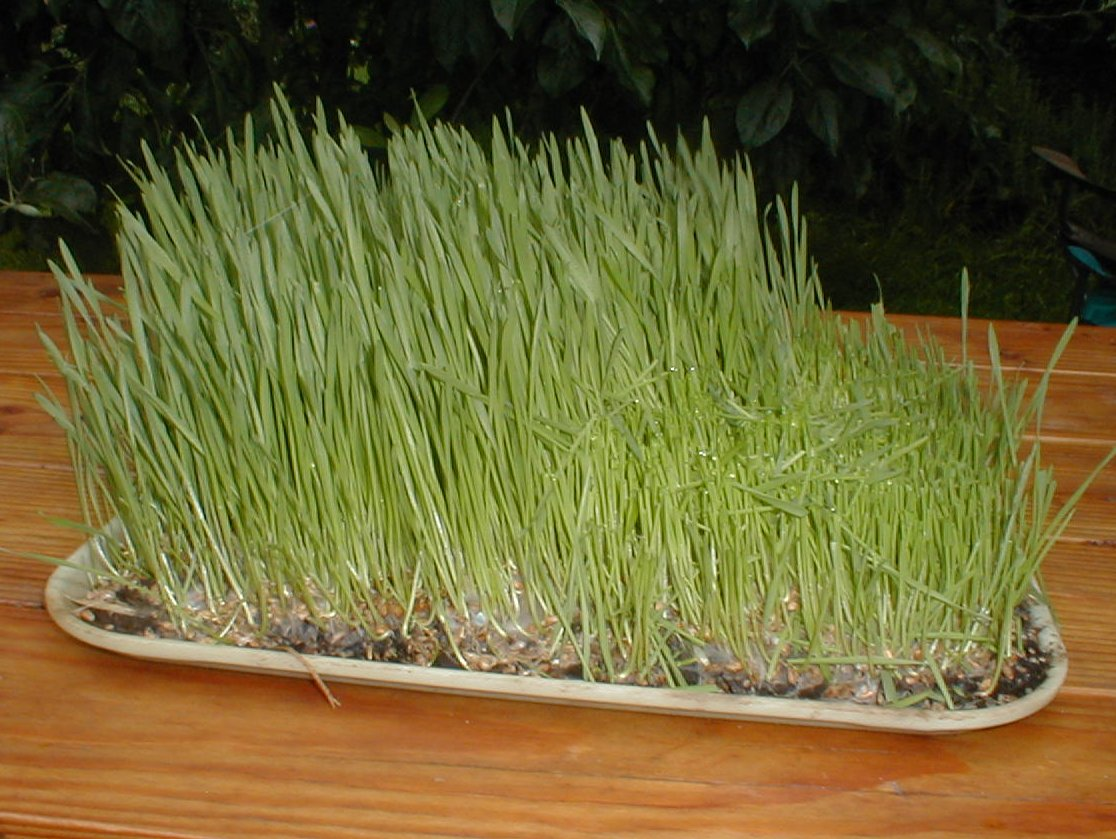

A búzafű a frissen kihajtott búza, amikor annak még csak sziklevele jelent meg. A búzafű sokféle hasznos anyagot tartalmaz (klorofill, aminosavak, ásványi anyagok, vitaminok és enzimek).
A búzafű pár napos kb. 20 centis hajtásait learatva és préselve nyerjük a búzafű levét. Préselés azért szükséges, mert míg a zöld búzafű növényi rostjait az állatok gyomra meg tudja emészteni, addig az emberi gyomor erre képtelen. Hogy az értékes enzimek ne menjenek tönkre, ezért hideg préselést alkalmazunk ahol a búzafű leve nem melegszik 40fok fölé.  A legmagasabb tápérték a bio tönkölybúzából érhető el.

## Története
A búzafű gyógyító tulajdonságának története több mint 5000 éves múlttal rendelkezik. Egyes állítások szerint az ókori Egyiptom lakói „Isis ajándékaként” nevezték a Nílus partján növekvő zöld füvet, amelynek fogyasztásától immunrendszerük átlagon felülivé erősödött.
Írásos emlékek az Ótestamentumban található Dániel könyvéből származnak, mely Nebuchadnezzar királyt (Kr.e.: 630-562) említi, aki 7 évig fűféléket fogyasztva nyerte vissza mentális tisztaságát és testi erejét.
Emellett bizonyítékok támasztják alá, hogy a nyugati világ népei (maják, inkák, aztékok) és a Kárpát-medence lakosai is előszeretettel egészítették ki étkezésüket a búzafűvel.
A középkor idején a fűfélék, így a búzafű is háttérbe szorult. Jelentőségét „csak” a XX. századra nyerte vissza, mégpedig Edmund Bordeaux Szekely révén, aki lefordította Dániel könyvét, így hozzájutott az egészséges táplálkozás alapjaihoz. („The Essene Gospel of Peace”) – 1900-as évek eleje - címen kiadta saját könyvét, melyben kifejtette a zöld növények fogyasztásának fontosságát.

## Termesztése
Schnabel kutatásaira, és Ann Wigmore tapasztalataira alapozva manapság már bárki képes otthonában búzafüvet termeszteni.
A lé gyorsan oxidálódik, így a benne lévő élő enzim tartalom csökken. Ezért szükséges préselés után hamar elfogyasztani.

### Fogyasztása
A learatott búzafűből a levet préseléssel célszerű kinyerni, mivel a növényi rostok az emberi gyomor számára nem emészthetőek. Ehhez ajánlott présgépet beszerezni. Csak lassú fordulatszámú, kifejezetten erre a célra gyártott présgépet ajánlott használni! Ne használjunk nagy fordulatszámú turmixgépet. A vitaminok 45 °C fölött elbomlanak.

## Egészséggel kapcsolatos állítások
A búzafűléről a legismertebb és leggyakrabban emlegetett vélemény, hogy 1 uncia préselt búzafűlé kb. 1 kilogramm zöldség tápértékével egyezik meg (aránya így 1:35), és még így is a belőle elérhető vitamin és ásványi anyag tartalma hasonló, mint pl. a brokkolié vagy a spenóté.
Egy másik gyakran emlegetett állítás, amit Schnabel készített el a ’40-es években kimondja, hogy „6,8 kg (15 font) búzafűlé az egyenlő 158,76 kg (350 font) tápanyagokban gazdag kerti zöldségekkel”, így az arány 1:23. Schnabel tanulmánya viszont nem köti ki az állagát, de tudjuk, hogy ő szárított búzafűvet használt a felméréshez (a kutatásokhoz és a tápanyagvizsgálathoz).

### Klorofill
A hemoglobin a vörösvértesteink alkotóeleme. A vörösvérsejtjeink szállítják az életbenmaradáshoz nélkülözhetetlen oxigént minden egyes sejtünkhöz.
Kutatások támasztják alá, hogy a vörösvértestek felépítése egy molekulában tér el a növényi klorofilltól, ez pedig a központi mag[forrás?]. Míg a "növény vére" magnézium központú, addig a hemoglobin ásványi vaselemet tartalmaz. További elemzések eredményeként bizonyítottá vált, hogy a természetes klorofill bejuttatásával emelhető a vérben megtalálható hemoglobinok száma[forrás?].
Így a magasabb vörösvérsejtszám a szervezetben jobb vérkeringést, tökéletesebb oxigénellátást, és a test gyors tisztulását eredményezi, de ennek köszönhetően már sikereket értek el vérzékeny betegek kezelésében is[forrás?].